# 베이스라인 (음악 장르)
베이스라인(Bassline)은 잉글랜드의 전자 음악 장르 중 하나이다. 베이스라인 하우스라고도 불린다. 이름에 하우스가 붙는 이유는 하우스 음악에 강한 영향을 받았기 때문이고 베이스라인은 베이스(Bass)음을 중심으로 하는 리드가 있다고 해서 붙여진 이름이다. 하우스에는 자주 쓰이지 않던 플럭 베이스가 사용된다. BPM은 140내외

## 초창기 베이스라인
TS7 Feat. T DOT - Raise Your Glasses - 유튜브
초창기는 베이스라인만의 강한 색채가 드러나지만 현대에 와서 베이스 하우스, 점프업의 영향도 받아 강한 색채가 무뎌졌다.

## 현대 베이스라인
Shaun Dean - Locked Up - 유튜브
또한 현대에 와서 BPM이 130후반으로 내려가고 베이스 음색도 변화하여 이게 베이스라인인가 하는 의심도 들게 한다.

## 베이스라인을 다루는 유튜브채널
- DEEPROT
- UKF

## 같이 보기
- 전자 음악 장르 목록